# Orazio Schena
Orazio Schena (Bari, 30 oktober 1941 – Péronnes-Charbonnages, 30 januari 2024) was een Italiaans-Belgische voetballer. In de jaren 1960 en 70 voetbalde hij voor onder meer RSC Anderlecht, Club Luik en La Louvière.

## Carrière
Orazio Schena werd tijdens de Tweede Wereldoorlog geboren in het Italiaanse Bari. Reeds op jonge leeftijd verhuisde zijn gezin naar de Belgische provincie Henegouwen. Daar sloot hij zich in 1952 aan bij het bescheiden RFC Ressaix. Ook zijn broers Dominico (Dominique) en Cosimo werden voetballers. Na tien jaar maakte de jonge Orazio de overstap naar RSC Anderlecht. In het seizoen 1963/64 maakte hij zijn debuut op het hoogste niveau. Schena mocht dertien keer meespelen in het elftal van trainer Pierre Sinibaldi en was goed voor zes doelpunten. In 1964 veroverde hij de landstitel met Anderlecht.
Een seizoen later belandde de Italiaanse Belg bij tweedeklasser Crossing Molenbeek. In 1965 maakte hij de overstap naar Club Luik. In het seizoen 1966/67 werd de club verrassend derde met twee punten voorsprong op stadsrivaal Standard Luik.
In 1968 keerde Schena terug naar Tweede Klasse. Hij bleef in de regio rond Luik en sloot zich aan bij Tilleur FC. Na twee seizoenen keerde hij terug naar Henegouwen, waar hij nog drie seizoenen de kleuren van tweedeklasser La Louvière verdedigde.
Na zijn spelerscarrière werd Schena trainer in de lagere afdelingen van het Belgisch voetbal. Zo was hij onder meer coach van RUS Binchoise en zijn jeugdclub Ressaix.
Schena overleed in januari 2024 op 82-jarige leeftijd.